# Aleksander z Hesji-Darmstadt

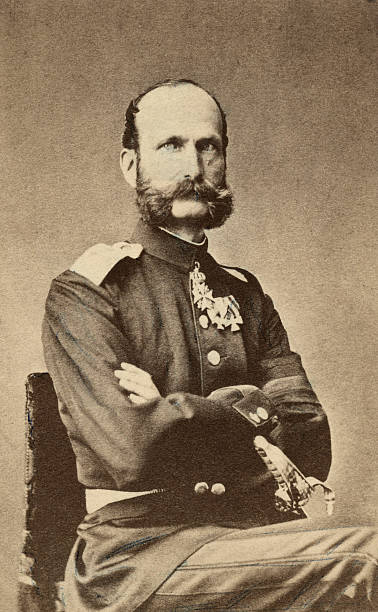
Aleksander z Hesji-Darmstadt

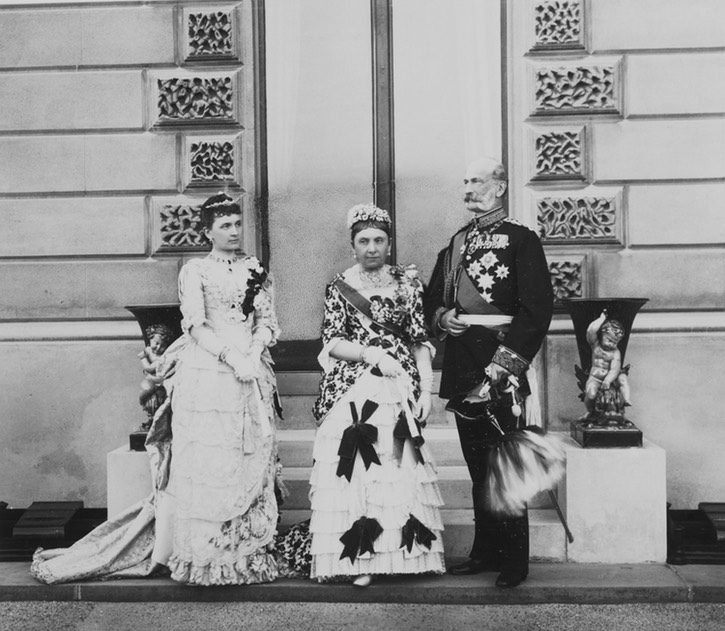
Aleksander z Hesji-Darmstadt z żoną i córką Marią Karoliną

Alexander Ludwig Georg Friedrich Emil von Hessen und bei Rhein (ur. 15 lipca 1823 w Darmstadt, zm. 15 grudnia 1888 w Darmstadt) – książę Hesji i Renu i założyciel rodu Battenbergów, tytularny generał kawalerii cesarskiej i królewskiej Armii.

## Życiorys
Aleksander był oficjalnie trzecim synem wielkiego księcia Ludwika II oraz jego żony Wilhelminy Badeńskiej oraz przyrodnim bratem następcy Ludwika II, wielkiego księcia Ludwika III. Istnieje jednak wysokie prawdopodobieństwo, że ojcem czworga ostatnich dzieci Wilhelminy, w tym księcia Aleksandra, był jej wieloletni kochanek August von Senarclens de Grancy. Wielki książę Ludwik II chcąc uniknąć skandalu, uznał wszystkie dzieci ze związku Wilhelminy i jej kochanka za swoje.
Aleksander poświęcił się karierze wojskowej. W 1840 roku rozpoczął służbę w wojsku rosyjskim. Siostra Aleksandra, Maria poślubiła przyszłego cara Rosji Aleksandra II. W 1843 roku był już rosyjskim generałem i dowódcą Gwardii Pułku Huzarów. W 1845 roku walczył jako generał kawalerii pod dowództwem księcia Woroncowa na Kaukazie. Z uwagi na małżeństwo z Julią Hauke w 1851 roku kariera księcia w armii rosyjskiej została skończona. Aleksander został zdegradowany i usunięty z armii.
W 1852 rozpoczął służbę wojskową w armii austriackiej. 13 sierpnia 1853 roku został mianowany generałem majorem, a 27 maja 1859 marszałkiem polowym porucznikiem. W tym samym roku walczył na wojnie z Francją m.in. w bitwie pod Solferino. 24 grudnia 1862 został przeniesiony do dyspozycji (niem. in disponibilität). 11 listopada 1868 otrzymał prawo do tytułu generała kawalerii.
Książę Aleksander był członkiem, a w latach 1886–1888 pierwszej izby stanów Wielkiego Księstwa Hesji.

## Małżeństwo i rodzina
Aleksander w 1851 ożenił się z Julią Teresa Hauke, córką polskiego generała hr. Maurycego Haukego i Zofii Lafontaine. Julia była damą dworu carycy Marii. Na dworze carskim poznała księcia Aleksandra. Ponieważ car nie chciał zaakceptować ich związku, wyjechali do Wrocławia, gdzie pobrali się 28 października 1851. Julia w tym czasie była już w szóstym miesiącu ciąży. Nie pochodziła z rodu panującego i małżeństwo było morganatyczne, więc jej potomstwo nie miało praw do tytułów dziedziczonych po ojcu. Szwagier wielki książę Ludwik III nadał jej i potomstwu tytuł książąt Battenberg. Julia i Aleksander mieli pięcioro dzieci:
- Maria Karolina(inne języki) (ur. 15 lutego 1852, zm. 20 lipca 1923)
- Ludwik Aleksander (ur. 24 marca 1854, zm. 11 września 1921)
- Aleksander Józef (ur. 5 kwietnia 1857, zm. 17 listopada 1893)
- Henryk Maurycy (ur. 5 października 1858, zm. 20 stycznia 1896)
- Franciszek Józef(inne języki) (ur. 24 września 1861, zm. 31 lipca 1924)

## Ordery i odznaczenia
Do 1879:
- Krzyż Wielki Orderu Ludwika (1839, Hesja)
- Order Lwa Złotego (1847, Hesja)[4]
- Krzyż Wielki Orderu Filipa Wspaniałomyślnego z Mieczami (1840, Hesja)[4]
- Krzyż Wojskowy Sanitarny (1871, Hesja)[4]
- Odznaka Honorowa Wojskowa za 25 lat służby (Hesja)
- Order Zasługi Wojskowej (Hesja)
- Order Orła Czarnego z Łańcuchem (Prusy)
- Krzyż Wielki Orderu Orła Czerwonego (Prusy)
- Order Pour le Mérite (Prusy)
- Order Wierności (Badenia)
- Krzyż Wielki Orderu Lwa Zeryngeńskiego (Badenia)
- Order Świętego Huberta (Bawaria)
- Order Słonia (Dania)
- Krzyż Wielki Orderu Zbawiciela (Grecja)
- Krzyż Wielki Orderu Korony Wendyjskiej (Meklemburgia-Schwerin)
- Krzyż Zasługi Wojskowej II Klasy (Meklemburgia-Strelitz)
- Krzyż Wielki Orderu Świętego Karola (Monako)
- Order Lwa Złotego (Nassau)
- Krzyż Wielki Zasługi Adolfa Nassauskiego
- Krzyż Wielki Orderu Świętego Stefana (Austro-Węgry)
- Krzyż Mały Orderu Marii Teresy (Austro-Węgry)
- Krzyż Wielki Orderu Leopolda (Austro-Węgry)
- Medal Wojenny (Austro-Węgry)
- Order Świętego Andrzeja (Rosja)
- Order Świętego Aleksandra Newskiego (Rosja)
- Order Orła Białego (Rosja)
- Order Świętej Anny I Klasy (Rosja)
- Order Świętego Jerzego III Klasy (Rosja)
- Krzyż „Za służbę na Kaukazie” (Rosja)
- Order Korony Rucianej (Saksonia)
- Krzyż Wielki Orderu Sokoła Białego (Weimar)
- Krzyż Wielki Orderu Korony (Wirtembergia)